# Van Andel Arena
Van Andel Arena é uma arena multi-uso situada em Grand Rapids, Michigan. Foi inaugurada em 8 de outubro de 1996, e comporta entre 10,834 e 13,184 pessoas, dependendo do evento.